# Redín
Redín (Erredin en euskera y cooficialmente) es una entidad de población española del municipio de Lizoáin-Arriasgoiti, perteneciente a la Comunidad Foral de Navarra.

## Historia
Hacia mediados del siglo XIX, el lugar, ya por entonces perteneciente a Lizoáin, tenía contabilizada una población de 92 habitantes. Aparece descrito en el decimotercero volumen del Diccionario geográfico-estadístico-histórico de España y sus posesiones de Ultramar de Pascual Madoz con las siguientes palabras:

REDIN: l. del ayunt. y valle de Lizoain, en la prov. y c. g. de Navarra, part. jud. de Aoiz (2 leg.), aud. terr. y dióc. de Pamplona (3) sit. en una pequeña altura que hay en el centro del valle; clima frio; reina el viento N. y se padecen inflamaciones y catarros. Tiene 15 casas; escuela de primera educacion para ambos sexos frecuentada por 24 alumnos, incluyendo los que asisten de dos pueblos inmediatos, y su dotacion consiste en 60 robos de trigo; igl. parr. de entrada (San Andrés) servida por una bad de provision de los vec.; cementerio junto á la igl.; unaf uente cuyas aguas se aprovechan para beber, sirviéndose para los demas usos de las del r. Erro que corre por la parte oriental de la pobl. El térm. se estiende 1 leg. de N. á S. y 1/2 de E. á O., y confina N. Leyan; E. Oscariz; S. Lizoain, y O. Mendioroz; comprendiendo dentro de su circunferencia un monte bastante elevado que se prolonga en toda su estension de E. á O. y se halla poblado de pinos, robles y varios arbustos. El terreno es secano de mediana calidad para cereales y viñas, le atraviesa el r. Erro. caminos: los que conducen á los pueblos limítrofes, cap. de la prov. y cab. de part., en estado regular: el correo se recibe de Urroz, por baligero los martes y viernes. prod.: trigo, avena, maiz, algo de vino y buenos pastos; cria de ganado lanar, vacuno, caballar y mular; caza de perdices, codornices y liebres; pesca de truchas y barbos. ind.: ademas de la agrícola y pecuaria, hay una fáb. de aguardiente. pobl.: 17 vec., 92 alm. riqueza: con el valle (V.).
(Madoz, 1849, p. 391)

En 2022, tenía empadronados diecinueve habitantes.

## Patrimonio
Hay en el lugar una iglesia de San Andrés.